# Je pardonnerai
 (mai 2025).
Motif : Où sont les sources secondaires attestant de la notoriété de cet album au regard des critères généraux ou spécifiques?
- Archive Wikiwix
- Bing
- Cairn
- DuckDuckGo
- E. Universalis
- Gallica
- Google
- G. Books
- G. News
- G. Scholar
- Persée
- Qwant
- (zh) Baidu
- (ru) Yandex
- (wd) trouver des œuvres sur Wikidata

| 1. | Préciser le motif de la pose du bandeau. | Précisez le motif de la pose du bandeau en utilisant la syntaxe suivante : {{admissibilité à vérifier\|date=mai 2025\|motif=remplacez ce texte par le motif}}                       |
| 2. | Informer les utilisateurs concernés.     | Pensez à avertir le créateur de l'article, par exemple, en insérant le code ci-dessous sur sa page de discussion : {{subst:avertissement admissibilité à vérifier\|Je pardonnerai}} |

Pour sauver l'amour Une arrière-saison
Je pardonnerai est une chanson de Sheila sortie en CD le 7 décembre 2012 sur l'album de Sheila Solide. Ce titre est sorti en téléchargement et en CD single promotionnel le 8 mars 2013 comme second extrait de l'album de Sheila Solide.

## Fiche artistique
- Titre : Je pardonnerai
- Paroles : Gilles Morvan et Yves Martin
- Musique : Yves Martin
- Interprète d’origine : Sheila
- Studio d'enregistrement : studio Music Live Production de Montrouge et Studio Garancières.
- Réalisation : Gilles Morvan et Yannick Chouillet
- Guitare : Yannick Chouillet
- Basse : Fred Wursten
- Piano : Manu Chambo
- Drums : Marc Jacquemin
- Chœurs : Gilles Morvan & Yves Martin
- Mixage : Gilles Morvan et Yannick Chouillet
- Production : Yves Martin
- Année de production : 2012
- Éditeur : New Chance
- Parution : Décembre 2012
- Durée : 5 min 38 s

## Production
- CD Warner sur l'album Solide, date de sortie : 7 décembre 2012.
- CD Single promo  Warner, date de sortie : 8 mars 2013. Conception de la pochette du single : Christophe Boulmé